# Koble (Daniszew)
Koble – część wsi Daniszew w Polsce, położona w województwie wielkopolskim, w powiecie kolskim, w gminie Kościelec.
W latach 1975–1998 Koble administracyjnie należało do województwa konińskiego. W 2000 roku Koble weszły w skład wsi Daniszew.